# Copa América žen GAF7 2024
Copa América žen GAF7 2024 bylo 1. ročníkem Copa América žen GAF7 a konalo se v kolumbijském městě Cartagena v období od 12. do 15. září 2024. Účastnily se ho 4 týmy, které hrály v jedné skupině systémem každý s každým. Ze skupiny pak postoupily první dva týmy do finále. Kolumbie na turnaj vyslala dva ženské týmy, a to tým reprezenatce a výběr hostitelské Cartageny. Ve finále zvítězily reprezentantky Mexika, které porazily výběr žen Kolumbie 3:2 po penaltách.

## Stadion
Turnaj se hrál na jednom stadionu v jednom hostitelském městě: Deportivo Center la Cantera (Cartagena).
| Cartagena                   |
| --------------------------- |
| Deportivo Center la Cantera |
| Cartagena                   |

## Skupinová fáze
| Vysvětlivky                         |
| ----------------------------------- |
| Týmy postupující do vyřazovací fáze |
| Vítěz zápasu je tučně zvýrazněn     |

Všechny časy zápasů jsou uvedeny v lokálním čase.

#### Zápasy
| Tým             | Z | V | R | P | VG | IG | +/− | B |
| --------------- | - | - | - | - | -- | -- | --- | - |
| Kolumbie        | 3 | 3 | 0 | 0 | 11 | 7  | +4  | 9 |
| Mexiko          | 3 | 2 | 0 | 1 | 15 | 7  | +8  | 6 |
| Výběr Cartageny | 3 | 1 | 0 | 2 | 4  | 10 | −6  | 3 |
| Guatemala       | 3 | 0 | 0 | 3 | 6  | 14 | −8  | 0 |

| 12. září 2024 9:00 |       |          |                                        |
| Guatemala          | 2 : 4 | Kolumbie | Deportivo Center la Cantera, Cartagena |
|                    |       |          | Deportivo Center la Cantera, Cartagena |

| 12. září 2024 17:00 |       |                 |                                        |
| Mexiko              | 5 : 1 | Výběr Cartageny | Deportivo Center la Cantera, Cartagena |
|                     |       |                 | Deportivo Center la Cantera, Cartagena |

| 13. září 2024 9:00 |       |        |                                        |
| Kolumbie           | 4 : 3 | Mexiko | Deportivo Center la Cantera, Cartagena |
|                    |       |        | Deportivo Center la Cantera, Cartagena |

| 13. září 2024 16:00 |       |           |                                        |
| Výběr Cartageny     | 3 : 2 | Guatemala | Deportivo Center la Cantera, Cartagena |
|                     |       |           | Deportivo Center la Cantera, Cartagena |

| 14. září 2024 9:00 |       |        |                                        |
| Guatemala          | 2 : 7 | Mexiko | Deportivo Center la Cantera, Cartagena |
|                    |       |        | Deportivo Center la Cantera, Cartagena |

| 14. září 2024 17:00 |       |                 |                                        |
| Kolumbie            | 3 : 0 | Výběr Cartageny | Deportivo Center la Cantera, Cartagena |
|                     |       |                 | Deportivo Center la Cantera, Cartagena |

#### Finále
| 15. září 2024 18:00 |                  |          |                                        |
| Mexiko              | 2 : 2 2 : 0 pen. | Kolumbie | Deportivo Center la Cantera, Cartagena |
|                     |                  |          | Deportivo Center la Cantera, Cartagena |